# Helena Emingerová
Helena Emingerová Holanová (17 août 1858, Prague - 4 août 1943, Prague ) est une illustratrice, graphiste et peintre tchécoslovaque.

## Biographie
Helena Emingerová Holanová est la deuxième d'une famille de quatre enfants, du Dr Johann Eminger (1826-1876) et de Julie, née Mužíková (1828-?). Elle a suivi des cours privés avec Karel Javůrek (en) et a étudié à l'école de dessin générale à Prague avec Emil Reynier (1882). Elle a ensuite étudié le dessin avec Wilhelm Dürr (de) et la technique de gravure avec M Dasia à Munich (1888-1890) puis a suivi les cours de Gustave Courtois à l'Académie Colarossi à Paris (1891). Elle se rend en Italie en 1891 et va souvent à Munich pour voir la peintre polonaise Olga Boznańska et à Paris pour voir František Bílek et Zdenka Braunerová. Elle a également vécu en Autriche, en Hongrie, en Pologne et en Russie. Elle expose pour la première fois en 1879 à Krasoumná jednota (cs), à partir de 1898, elle participe aux expositions du Cercle artistique Mánes. 
Au cours de ses études, elle a copié des peintures à la Galerie de Dresde (1882) et à la Pinacothèque de Munich (1884). Elle a peint des œuvres figuratives et des portraits et a appartenu à la génération fondatrice du graphisme tchèque moderne. Sa technique préférée était le pastel et la gravure. Grâce à sa sœur Kateřina (1856-1934), qui était pianiste et professeur au conservatoire, elle côtoyait des familles aristocratiques et avait la possibilité de gagner sa vie en tant que portraitiste. Une partie importante de son travail était sur les questions sociales. 
Elle a passé les dernières années de sa vie à Kostelec nad Černými lesy où elle a réalisé plusieurs dessins et toiles aux motifs urbains. Une grande collection de ses dessins et gravures de portraits se trouve dans la collection du musée de la littérature tchèque (cs). 
Elle a appartenu aux sociétés suivantes :
- SČUG Hollar (cs)
- Kruh výtvarných umělkyň (cs)
- Jednota umělců výtvarných v Praze (cs)
- 1898-1905 Cercle artistique Mánes

Ses œuvres sont exposées dans les lieux suivants :
- Galerie nationale de Prague
- Galerie régionale des hauts plateaux de Jihlava (cs)
- Galerie Středočeského kraje (cs) à Kutná Hora
- Galerie des beaux-arts (cs) d'Egra
- Galerie régionale (cs) de Liberec
- Galerie d'art (cs) de Karlovy Vary
- Galerie des Beaux-Arts de Bohême du Nord (cs) à Litoměřice
- Galerie d'art moderne (cs) de Hradec Králové
- Galerie des Beaux-Arts (cs) de Nachod
- Musée de la littérature tchèque (cs)

## Ouvrages
- (cs) Helena Emingerová, Příroda a děti, Prague, Grosman et Svoboda
- (cs) Helena Emingerová, Děti z opatrovny, Prague, V. Neubert, 1946

## Galerie

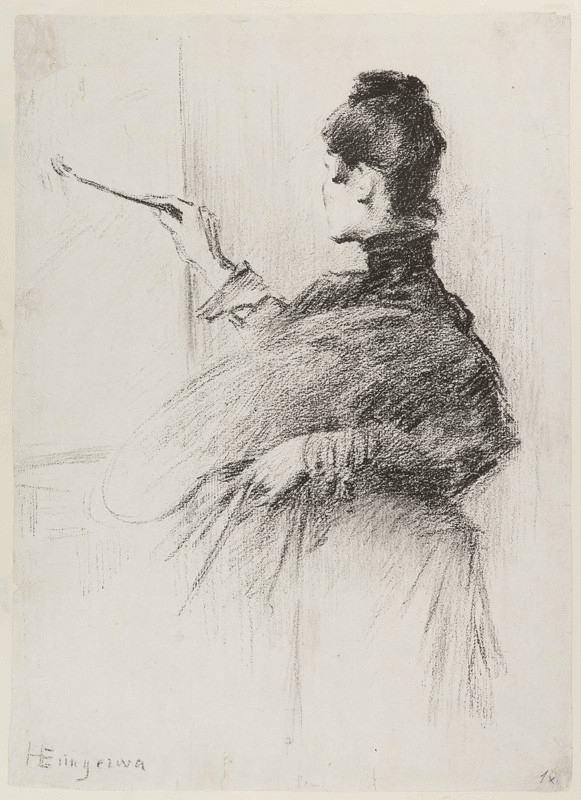
Portrait de la peintre Olga Boznańska (1899)
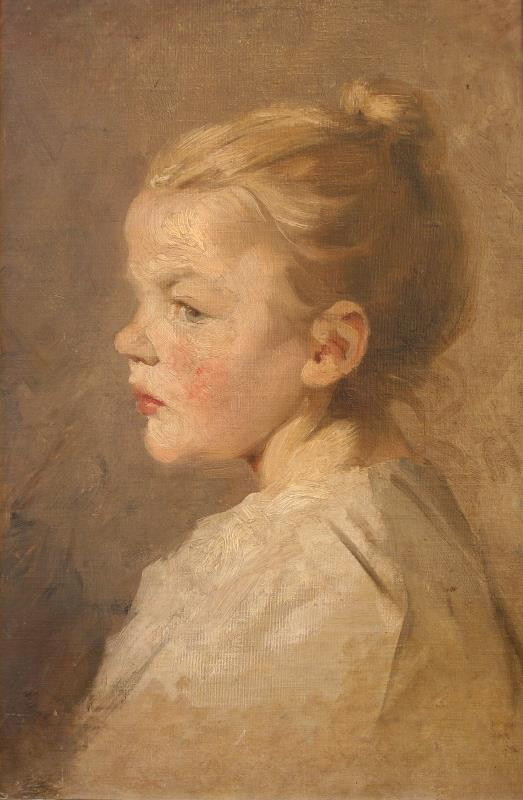
Étude d'une petite fille
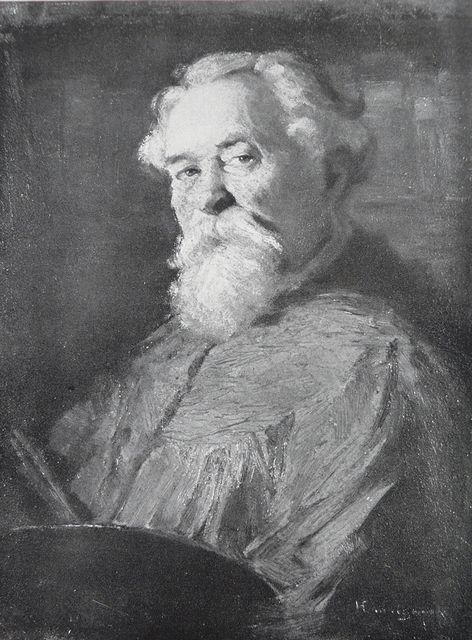
Portrait du peintre Karel Javůrek (cs)
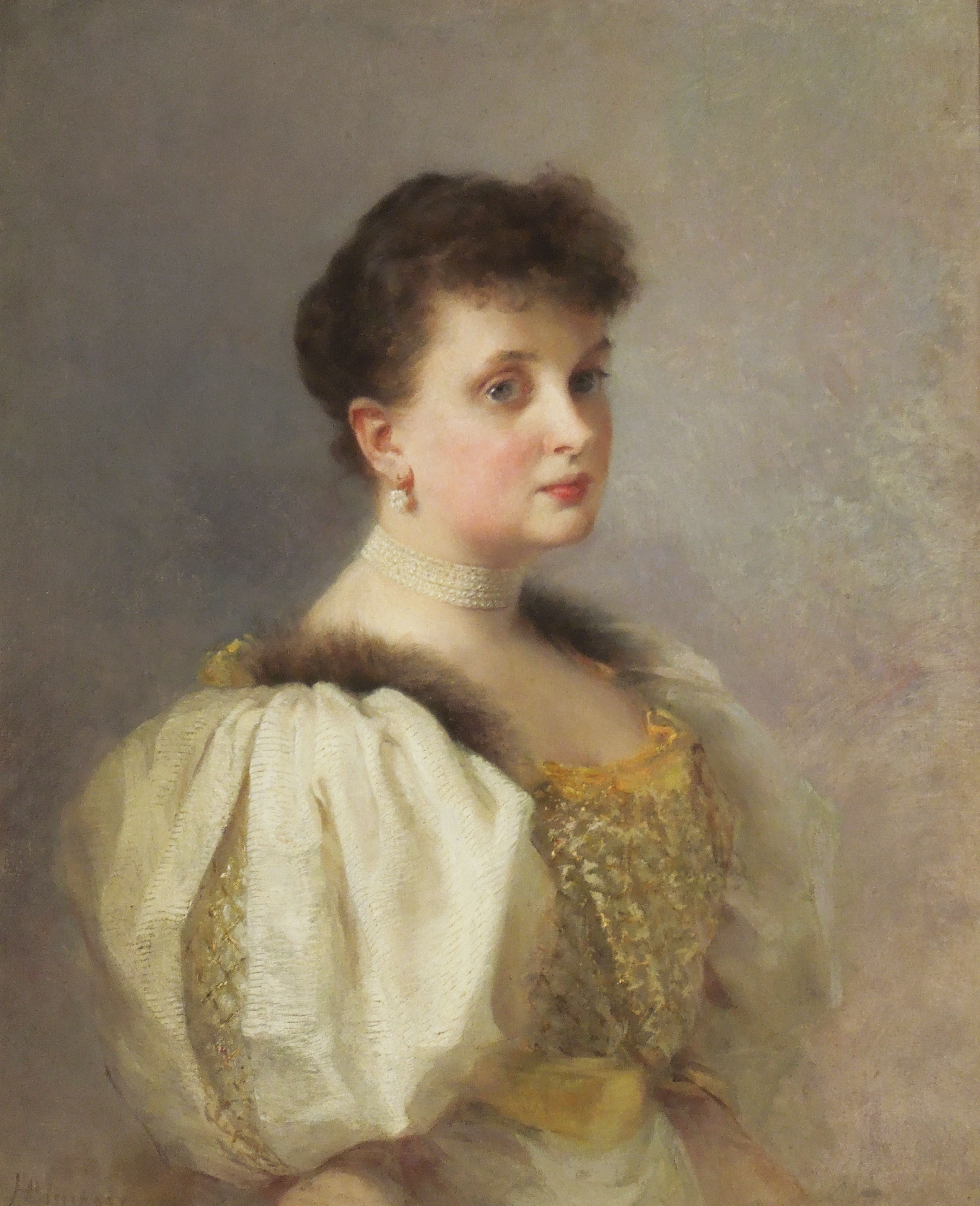
Portrait de la princesse Gabriela Lobkowicz
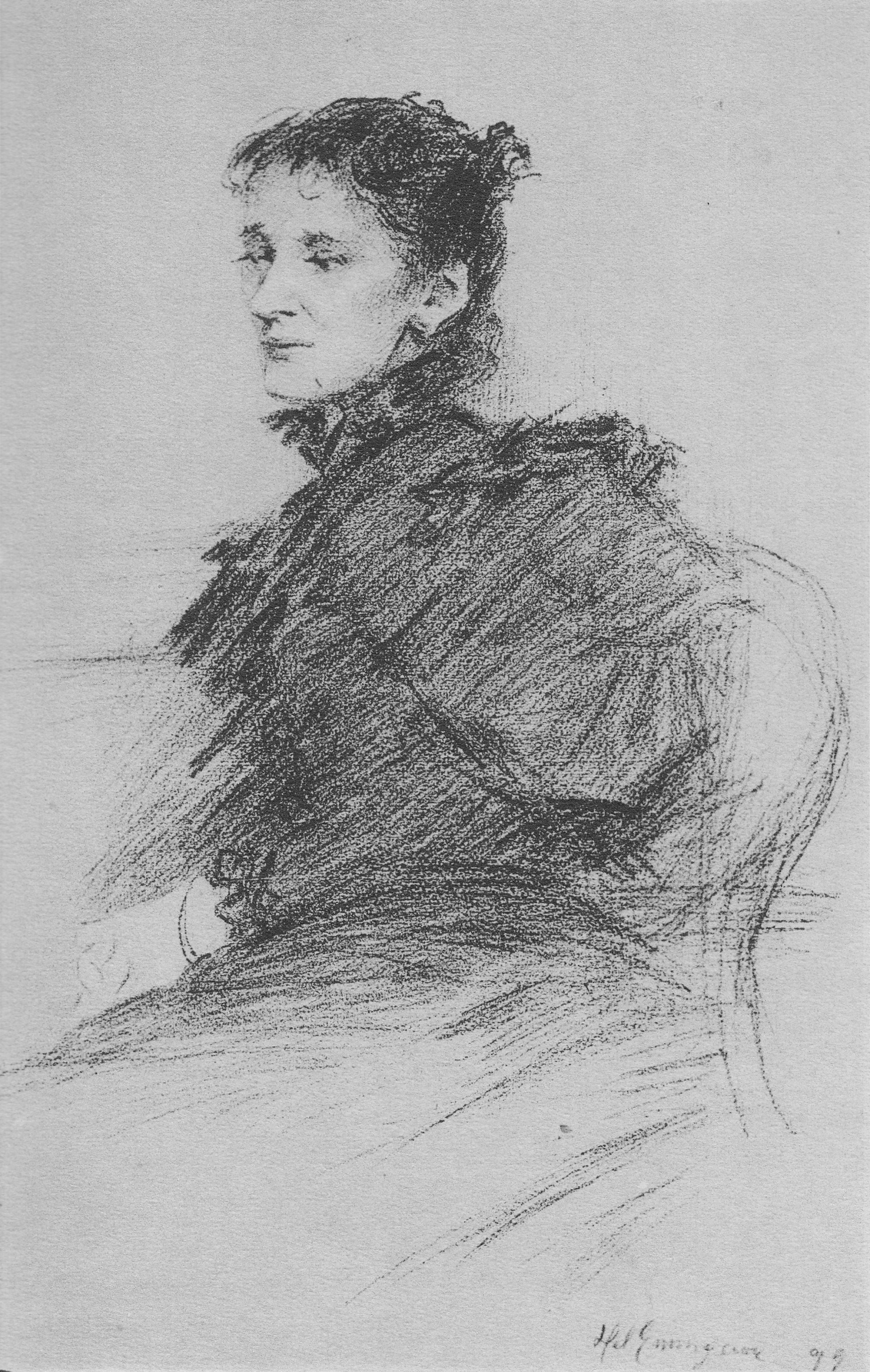
Portrait de Marie Kalašová (cs), dessin à la craie (1899)

#### Monographies et articles
- (cs) Vágnerová Sylvie, Hledání vlastního osudu. Helena Emingerová a její místo ve společnosti, diplomová práce, FF JCU v Českých Budějovicích 2004.
- (cs) Rumjana Dačevová a kol., Karáskova galerie, Památník národního písemnictví Praha 2012  (ISBN 978-80-87376-01-0), p. 95-96.
- (cs) Nyčová Lucie, Žena jako tvůrce a objekt v českém moderním výtvarném projevu, bakalářská práce, FF UJEP v Ústí nad Labem 2011.
- (cs) Kuthanová Kateřina, Výtvarné umělkyně ve druhé polovině 19. století, diplomová práce, FF UK, UDU Praha 2006/2007.
- (cs) Kuthanová, Kateřina, Autoportrét a sebereflexe malířky v 19. století v Čechách, In: Reflexe a sebereflexe ženy v české národní elitě 2. poloviny 19. století : sborník příspěvků z konference uspořádané ve dnech 23.-24. listopadu 2006 Národním archivem ve spolupráci s Archivem hlavního města Prahy / Praha : Scriptorium, 2007, p. 145-155.

#### Catalogues
- Helena Emingerová 1858 - 1943, Sélection d'œuvres, Mrázová Schusterová Marcela, cat.32 p., Galerie nationale de Prague 1982
- Helena Emingerová (1858 - 1943), Birnbaumová Breindlová Alžběta, cat.8 p., Kruh výtvarných umělkyň (cs) (Tempo), Prague 1950